# Josep Miquel Céspedes
Josep Miquel Céspedes (Almenar, Lérida, 1962 - Badalona, Barcelona, 21 de enero en 2004) fue un político español de ideología comunista. Los campamentos de verano de formación de CJC-Joventut Comunista, llevan su nombre.

## Biografía
Fue el primer secretario general de CJC-Joventut Comunista, la organización juvenil del Partit dels Comunistes de Catalunya (PCC) entre 1982 y 1985. En 1985 fue enviado por el PCC, que entonces formaba parte del Partido Comunista de los Pueblos de España (PCPE) a Madrid, para la organización de los Colectivos de Jóvenes Comunistas (CJC) estatales, junto con otros cuadros del PCC y los CJC catalanes. En la VIII Conferencia Nacional de los CJC-Joventut Comunista, Josep Miquel Céspedes fue elegido secretario general de los CJC-Joventut Comunista. También fue el primer secretario general de los CJC a nivel estatal.
Se destacó por su solidaridad con exiliados chilenos, argentinos y uruguayos, que vivieron como refugiados políticos en España en la década de 1980. Fue presidente de la Fundación Pere Ardiaca. Al volver de Madrid continuó su militancia en el PCC, ya integrado en EUiA, en el barrio del Besós y finalmente en San Adrián del Besós, donde se presentó como cabeza de lista de ICV-EUiA, siendo elegido concejal en 2003. Murió de cáncer a principios del año 2004 en Badalona.